# Arthrobotrys superba
Arthrobotrys superba är en svampart som beskrevs av Corda 1839. Arthrobotrys superba ingår i släktet Arthrobotrys och familjen vaxskålar.   Inga underarter finns listade i Catalogue of Life.